# نیو هوپ، شهرستان مورگان، ویرجینیای غربی
نیو هوپ (به انگلیسی: New Hope) یک منطقهٔ مسکونی در ایالات متحده آمریکا است که در شهرستان مورگان، ویرجینیای غربی واقع شده‌است.